# فام توان های
فام توان های (انگلیسی: Phạm Tuấn Hải؛ زادهٔ ۱۹ مهٔ ۱۹۹۸) بازیکن فوتبال اهل ویتنام است.
از باشگاه‌هایی که در آن بازی کرده‌است می‌توان به باشگاه فوتبال هانوی اشاره کرد.
وی همچنین در تیم ملی فوتبال ویتنام بازی کرده‌است.